# Jerzy Rutkowski (lekarz)

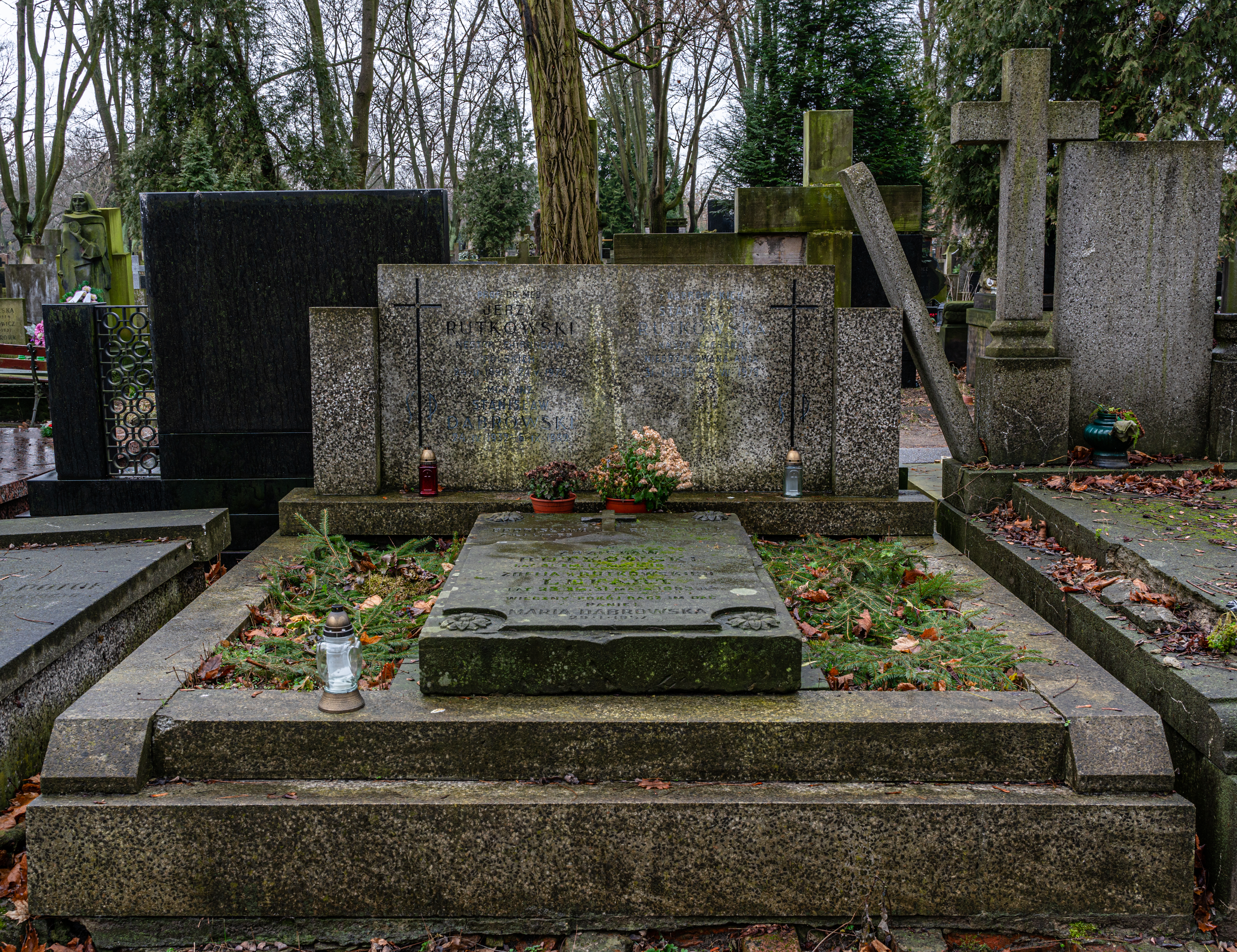
Grób Jerzego Rutkowskiego na cmentarzu Powązkowskim w Warszawie

Jerzy Maciej Rutkowski (ur. 24 lutego 1890 w Warszawie, zm. 24 maja 1972 tamże) – polski chirurg, profesor Akademii Medycznej w Łodzi. 

## Życiorys
Urodził się w rodzinie Zdzisława (zm. 1893), nauczyciela, i Bronisławy z Biernackich (1859–1926). Miał starszą siostrę (ur. 1887), był bratankiem kompozytora Antoniego Rutkowskiego. W 1909 ukończył polskie Gimnazjum gen. Pawła Chrzanowskiego. Maturę (rosyjską) zdał w Orle i podjął studia wydziale lekarskim Uniwersytetu Moskiewskiego, który ukończył w 1914. Wiedzę uzupełniał na uniwersytetach w Zurychu, Heidelbergu, Wiedniu i Kijowie.  
W latach 1914–1920 był lekarzem wojskowym; od 1 sierpnia 1914 do 5 kwietnia 1917 służył w armii rosyjskiej jako ordynator chirurgii 319 polowego rezerwowego szpitala, później jako chirurg lazaretu 32. dywizji piechoty. Od maja 1917 do 12 lutego 1918 był p.o. lekarza naczelnego szpitala dywizyjnego I Korpusu Polskiego gen. Józefa Dowbora-Muśnickiego. W latach 1918–1920 pracował w Kijowie jako ordynator szpitala dla robotników Kijowskiego Towarzystwa Ubezpieczeniowego i nadetatowy asystent Kliniki Chirurgicznej prof. N.M. Wołkowicza w uniwersytecie kijowskim, a także w Zakładzie Chirurgii Operacyjnej i Anatomii Topograficznej prof. Morozowa. Od lutego do grudnia 1920 służył w Wojsku Polskim jako chirurg 2 grupy chirurgicznej 3. armii, następnie jako starszy ordynator Szpitala Ujazdowskiego w stopniu kapitana lekarza (ze starszeństwem od 1 czerwca 1919). 
Od 1 listopada 1920 do września 1934 był starszym asystentem II Kliniki Chirurgicznej Zygmunta Radlińskiego (w szpitalu Świętego Ducha). W 1921 prowadził dla farmaceutów kurs doraźnej pomocy, od 1 października 1923 do 1939 prowadził zlecone wykłady i ćwiczenia z desmurgii. Dyplom doktora medycyny Uniwersytetu Warszawskiego uzyskał 31 stycznia 1922 na podstawie rozprawy pt. O tzw. wybroczynach operacyjnych w wyrostku robaczkowym. Habilitował się z chirurgii 6 lutego 1930 na podstawie pracy pt. O mięsaku limfatycznym. Od 1 września 1934 do 31 sierpnia 1936 pracował w II Klinice Chirurgicznej jako adiunkt, od stycznia 1936 do lipca 1944 był ordynatorem II Oddziału Chirurgicznego Szpitala Dzieciątka Jezus i jednocześnie adiunktem (1933–1943) Instytutu Radowego im. Marii Curie-Skłodowskiej w Warszawie. Należał do pierwszych w Polsce chirurgów zajmujących się chirurgią onkologiczną. Był współzałożycielem (1936) czasopisma „Chirurg Polski”. 
W latach 1935–1937 ukazywał się jego trzytomowy podręcznik pt. Chirurgja, wydany przez polskie wydawnictwo medyczne Ars Medici, Znalazł się w nim rozdział o promienioterapii, chirurgii onkologicznej, jak też i wzmianka o świeżo założonym Instytucie Radowym w Warszawie i prezentacja pierwszych wyników leczenia z archiwum tego instytutu. 
Podczas okupacji niemieckiej na jego oddziale w Szpitalu Dzieciątka Jezus odbywały się tajne studia medyczne. Przed wybuchem powstania warszawskiego wyjechał do Zakopanego, gdzie w latach 1944–1945 prowadził praktykę prywatną i w lecznicy spółdzielczej w willi „Pogoń”. 
W 1945 przyjechał do Łodzi, gdzie objął kierownictwo II Kliniki Chirurgicznej Uniwersytetu Łódzkiego (później Akademii Medycznej w Łodzi). Równocześnie został powołany na stanowisko dyrektora tamtejszego Szpitala Polskiego Czerwonego Krzyża. 1 maja 1946 roku został mianowany profesorem zwyczajnym. We wrześniu 1954 został przeniesiony do Warszawy na stanowisko kierownika II Zakładu Chirurgii Ogólnej Instytutu Doskonalenia i Specjalizacji Kadr Lekarskich. Jednocześnie został mianowany ordynatorem Oddziału Chirurgicznego Szpitala Miejskiego nr 6 w Warszawie. Przeszedł na emeryturę w 1960. 
Z racji swych szerokich zainteresowań należał do pionierów organizacji krwiodawstwa oraz stał się prekursorem transfuzji krwi w Polsce. W 1935 skonstruował przyrząd to tego zabiegu. Był pomysłodawcą nowej metody leczenia pachwinowej przepukliny.
Od 1917 był mężem Stanisławy Jadwigi z Dąbrowskich (1895–1979), z którą miał córkę Irenę po mężu Rudowską-Jakubowicz (1919–1991), dra hab., dermatologa, i syna Jerzego (1920–2012), radiotechnika, prof. dr. hab. inż. Politechniki Warszawskiej, odznaczonego Krzyżem Walecznych za udział w cywilnej obronie Warszawy w 1939.
Zmarł w Warszawie, pochowany na cmentarzu Powązkowskim (kwatera 76-5-17,18).

## Publikacje
- Badanie dróg żółciowych za pomocą zgłębnika dwunastniczego (1922)
- O tzw. wybroczynach operacyjnych w wyrostku robaczkowym (1922)
- Nerwoból nerwu trójdzielnego i jego leczenie (1923)
- Przetaczanie krwi (1926)
- Uśpienie chlorkiem etylu do dłuższych zabiegów (1927)
- O mięsaku limfatycznym (1929)
- Rys rozwoju chirurgii (1931)
- Nauka o opatrunkach (Desmurgia) (1949)
- Uśpienie nowoczesne (znieczulenie ogólne – anaesthesia artefacta generalis) (1949)
- Kurs chirurgii operacyjnej (1951)
- Chirurgia w endokrynologii (1952)

Źródło:.

## Ordery i odznaczenia
- Krzyż Kawalerski Orderu Odrodzenia Polski[1]
- Złoty Krzyż Zasługi (15 czerwca 1939)[7]
- Medal 10-lecia Polski Ludowej (25 stycznia 1955)[8]